# Sinan Bytyqi
Sinan Bytyqi (Prizren Kosovo, 15 de enero de 1995) es un exfutbolista albano-kosovar. Jugaba como mediocampista.

## Trayectoria

### Admira
Su primera inclusión en el escuadrón de partidos de Admira II fue como sustituto inutilizado contra Wiener en la semana 16 de la temporada 2011-12 en la Liga Regional del Este de Austria el 2 de marzo de 2012. La semana siguiente hizo su debut en el once inicialista jugando los primeros 55 minutos antes de ser reemplazado por Daniel Maurer en la victoria por 1-0 en casa contra SV Schwechat. En el tercer juego consecutivo, Bytyqi jugó de nuevo y como titular el 16 de marzo de 2012 contra Neusiedl am See 1919, que terminó con derrota por 4-1, donde fue sustituido en el minuto 75 por David Peham.

### Manchester City
El 24 de septiembre de 2014, Bytyqi debutó con el primer equipo del Manchester City en un partido de la Copa de la Liga de Inglaterra 2014-15 contra el Sheffield Wednesday, que terminó con victoria por 7-0. Bytyqi era un sustituto no utilizado y tenía el número 75 de la camiseta.
Después de que el jugador Bersant Celina firmará contrato con el Manchester City, el 9 de enero de 2015 Bytyqi también firmó contrato y posteriormente fue cedido al equipo neerlandés Cambuur, que finalizó la Eredivisie 2014-15 en el séptimo lugar, lo que garantizó participación en la UEFA Europa League. Desafortunadamente, el tiempo de Sinan en la Eredivisie se truncó cuando sufrió una lesión en un juego contra Heracles Almelo en la primavera. Hizo su largamente esperado regreso al EDS contra el Southampton F.C. en diciembre de 2015, ayudando al equipo a terminar una temporada fuerte.

### Préstamo en Cambuur
El 17 de enero de 2015. Bytyqi hizo su debut por primera vez con el Cambuur en el empate a 2-2 contra ADO Den Haag, entrando como sustituto por Daniël de Ridder en el minuto 64. El 28 de febrero de 2015, sufrió una lesión en la rodilla que terminó con la temporada en el partido contra el Heracles Almelo, que lo dejó marginado durante aproximadamente seis meses.

### Retiro
Tras un diagnóstico de miocardiopatía hipertrófica, Bytyqi tomó la decisión de retirarse del fútbol profesional y se puso a trabajar como uno de los ojeadores del Manchester City.

## Clubes
| Club                     | País         | Años        |
| ------------------------ | ------------ | ----------- |
| Admira II                | Austria      | 2011 - 2012 |
| Manchester City          | Inglaterra   | 2012 - 2017 |
| Cambuur (cedido)         | Países Bajos | 2015        |
| Go Ahead Eagles (cedido) | Países Bajos | 2016        |

## Selección nacional
El 2 de octubre de 2016. Bytyqi recibió una llamada de Kosovo para los partidos de Clasificación de la Copa Mundial de la FIFA 2018 contra Croacia y Ucrania. Bytyqi fue un sustituto no utilizado en los dos partidos.